# Станиця Дальня
«Станиця Дальня» — радянський комедійний художній фільм 1939 року, знятий режисером Євгеном Червяковим на кіностудії «Ленфільм». Прем'єра відбулася 19 квітня 1940 року

## Сюжет
Поблизу від кубанських станиць Дальня і Кочетковська проводять військові маневри. У цих маневрах дозволили брати участь і загонам козаків-станичників. Одна станиця «воюватиме» за червоних, а друга за «синіх». З такої нагоди в колгоспі проводяться збори, адже необхідно вибрати гідних козаків для участі в маневрах і у той же час завершити жнива, адже вони в самому розпалі. Однак несподіваний опір виник від жіночої частини населення — баби теж хочуть брати участь у цих маневрах. На бурхливих зборах прийнято мудре рішення. Для участі у військових маневрах станичники мобілізуються. Баби і батьки (так звуть дідів) будуть виконувати роботу мужиків: комбайнерів, кермових, пожежних, ковалів. Всі звільнені мужики будуть брати участь у навчаннях. На перших порах у решти баб в станиці виходить не все, перш за все недовиконують план комбайнери. Поплакавши трохи, баби з новими силами кидаються в роботу. Не все гаразд на навчаннях і у козаків-станичників. Прорвався в тил «червоних» козачий роз'їзд під командуванням Михайла (Микола Крючков) начебто і виконав своє завдання (умовно підірвав міст), але послана Михайлом в станицю на розвідку група козаків на чолі з батьком Михайла (Павло Курзнер) безславно захоплена в полон групою баб на чолі з майбутньою родичкою, матір'ю Даші Горкунової (Н. Волкова). Після закінчення військових маневрів все повертається на свої місця, а в станиці гуляють весілля Михайла і Даші (Зоя Федорова).

## У ролях
- Тетяна Сукова —  Приська
- Зоя Федорова —  Даша Горкунова
- Н. Волкова —  мати Даші Горкунової
- Микола Крючков —  козак Михайло Агєєв
- Павло Курзнер —  батько Михайла Агєєва
- Ніна Шатерникова —  Нюра
- Олена Тяпкіна —  Марія Дибля
- Олександр Курков —  Никифор
- Іван Агейченков —  Герасим
- Андрій Костричкін —  дід Самсон
- Сергій Філіппов —  козак, рахівник в колгоспі
- Іван Назаров —  директор МТС  (немає в титрах)
- М. Козловський — Павло
- Олена Кириллова — Марія (немає в титрах)
- Іван Савельєв — колгоспник (немає в титрах)
- Любов Студнєва — баба (немає в титрах)
- Антоніна Павличева — баба (немає в титрах)
- Валентина Романова — баба (немає в титрах)
- Федір Федоровський — голова колгоспу (немає в титрах)
- Микола Степанов — радист (немає в титрах)

## Знімальна група
- Сценарист: Борис Чирсков
- Режисер: Євген Червяков
- Другий режисер: Ілля Фрез
- Оператор: Святослав Бєляєв
- Художники: Марія Фатєєва, Микола Суворов
- Композитор: Володимир Щербачов
- Звукооператор: Юрій Курзнер